# The Taste Brasil
The Taste Brasil é um programa de televisão culinário do canal GNT. É uma versão do programa americano The Taste. O reality estreou em 19 de março de 2015.

## Sumário
Legenda de cores
     Time André
     Time Claude
     Time Felipe
     Time Helena
     Time Manu B
     Time Manu F.
| Temp. | Ano  | Vencedor(a)     | Chef vencedor    | Mentores | Mentores | Mentores | Mentores |
| Temp. | Ano  | Vencedor(a)     | Chef vencedor    | 1        | 2        | 3        | 4        |
| ----- | ---- | --------------- | ---------------- | -------- | -------- | -------- | -------- |
| 1     | 2015 | Jéssica Isaac   | Felipe Bronze    | Felipe   | Claude   | André    | —        |
| 2     | 2016 | Vitor Gomes     | Felipe Bronze    | André    | Claude   | Felipe   | —        |
| 3     | 2017 | Júlia Tricate   | Claude Troisgros | André    | Claude   | Helena   | Felipe   |
| 4     | 2018 | Matheus Thomaz  | Helena Rizzo     | André    | Claude   | Helena   | Felipe   |
| 5     | 2019 | Felipe Gomes    | Felipe Bronze    | André    | Claude   | Helena   | Felipe   |
| 6     | 2023 | Andreza Luísa   | Felipe Bronze    | Felipe   | Manu F.  | Manu B.  | Claude   |
| 7     | 2024 | Tabatha Bertoni | Felipe Bronze    | Felipe   | Manu B.  | Claude   | Manu F.  |

## Mentores
| André Mifano     |
| Claude Troisgros |
| Felipe Bronze    |
| Helena Rizzo     |
| Manu Buffara     |
| Manu Ferraz      |

## Times e Participantes
– Mentor(a) vencedor(a)
| Temporada                                                                                         | Times e participantes                                             | Times e participantes                                         | Times e participantes                                             | Times e participantes                                             | Times e participantes |
| ------------------------------------------------------------------------------------------------- | ----------------------------------------------------------------- | ------------------------------------------------------------- | ----------------------------------------------------------------- | ----------------------------------------------------------------- | --------------------- |
| 1                                                                                                 | André Mifano                                                      | Claude Troisgros                                              | Felipe Bronze                                                     | —                                                                 |                       |
| 1                                                                                                 | Henrique Rossanelli Júlio Ketteley Tamy Osako Vanessa Alves       | Aline Guedes Arika Messa Hugo Fleury Thiago Black Chef        | Jéssica Isaac Allan Fré Edvar Kisanucki Hugo Gutierrez            | —                                                                 |                       |
| 2                                                                                                 | André Mifano                                                      | Claude Troisgros                                              | Felipe Bronze                                                     | —                                                                 |                       |
| 2                                                                                                 | Fernanda Luvezuto Fran Orlovicin Rafael Stefanini Rafael Terrassi | Brunno Roco Gabriel Coelho Marcelo Abe Thales Peixe           | Vitor Oliveira Henrique Ide Mauri Olmi Sofia Marinho              | —                                                                 |                       |
| 3                                                                                                 | André Mifano                                                      | Claude Troisgros                                              | Felipe Bronze                                                     | Helena Rizzo                                                      |                       |
| 3                                                                                                 | Fernanda Zacarias Leandro Nunes Rafael Andrade                    | Julia Tricate Dennys Vega Juliana Rezende                     | Marcos Carioba Priscila Teixeira Sheilla Furman                   | Michelle Cailleaux Raquel Amaral Thiago Berton                    |                       |
| 4                                                                                                 | André Mifano                                                      | Claude Troisgros                                              | Felipe Bronze                                                     | Helena Rizzo                                                      |                       |
| 4                                                                                                 | Bruno Monreal Ingreth Kastorsky Marina Sabino Thaís Cruz          | Bernardo Arthuzo Danillo Coêlho Júlia Andrade Ortiz Maldonado | Bruno Justo Camila Yazbek Laércio Gomes Vinícius Pires            | Matheus Thomaz Jonatã Canela Jonathan Rodriguez Patrícia Palmezan |                       |
| 5                                                                                                 | André Mifano                                                      | Claude Troisgros                                              | Felipe Bronze                                                     | Helena Rizzo                                                      |                       |
| 5                                                                                                 | Danilo Galhardo Estefânio Mandu Gustavo Prado Márcio Reis         | Clécia Almeida Gilmar Alves Karine Poggio Tanea Romão         | Felipe Gomes Allexandro Castilhos Debora Maranhão Jessica Costa   | Bia Brunow Bruno Moran Daniel Castro Rafaela Sandri               |                       |
| 6                                                                                                 | Claude Troisgros                                                  | Felipe Bronze                                                 | Manu Buffara                                                      | Manu Ferraz                                                       |                       |
| 6                                                                                                 | Fernanda Campagnoli Fernanda Veiga Sofia Lerner Tielle Haas       | Andreza Luisa Barbara Hioki Kauê Loula Matheus Cunha          | Ale Martins Cristiano Santos Jéssica de Andrade Marcelo Felipe    | Bruno Faro Marina Araujo Max Rebussi Rafael Aoki                  |                       |
| 7                                                                                                 | Claude Troisgros                                                  | Felipe Bronze                                                 | Manu Buffara                                                      | Manu Ferraz                                                       |                       |
| 7                                                                                                 | Silly Soumare Max Catolino Naira Nascimento Alethéa Ruckert       | Tabatha Bertoni Maria Garcia Richard Oliveira Bia Tech        | Mirela Rafaneli Romário Rodrigues Sergio Suslick Maria Carla Dias | Julia Almeida Fabio Barbosa Brenno Trindade Lucas Abreu           |                       |
| O(a) participante vencedor(a) está em negrito e os participantes que chegaram à final em itálico. |                                                                   |                                                               |                                                                   |                                                                   |                       |